# Scharmachan Tujaqbai

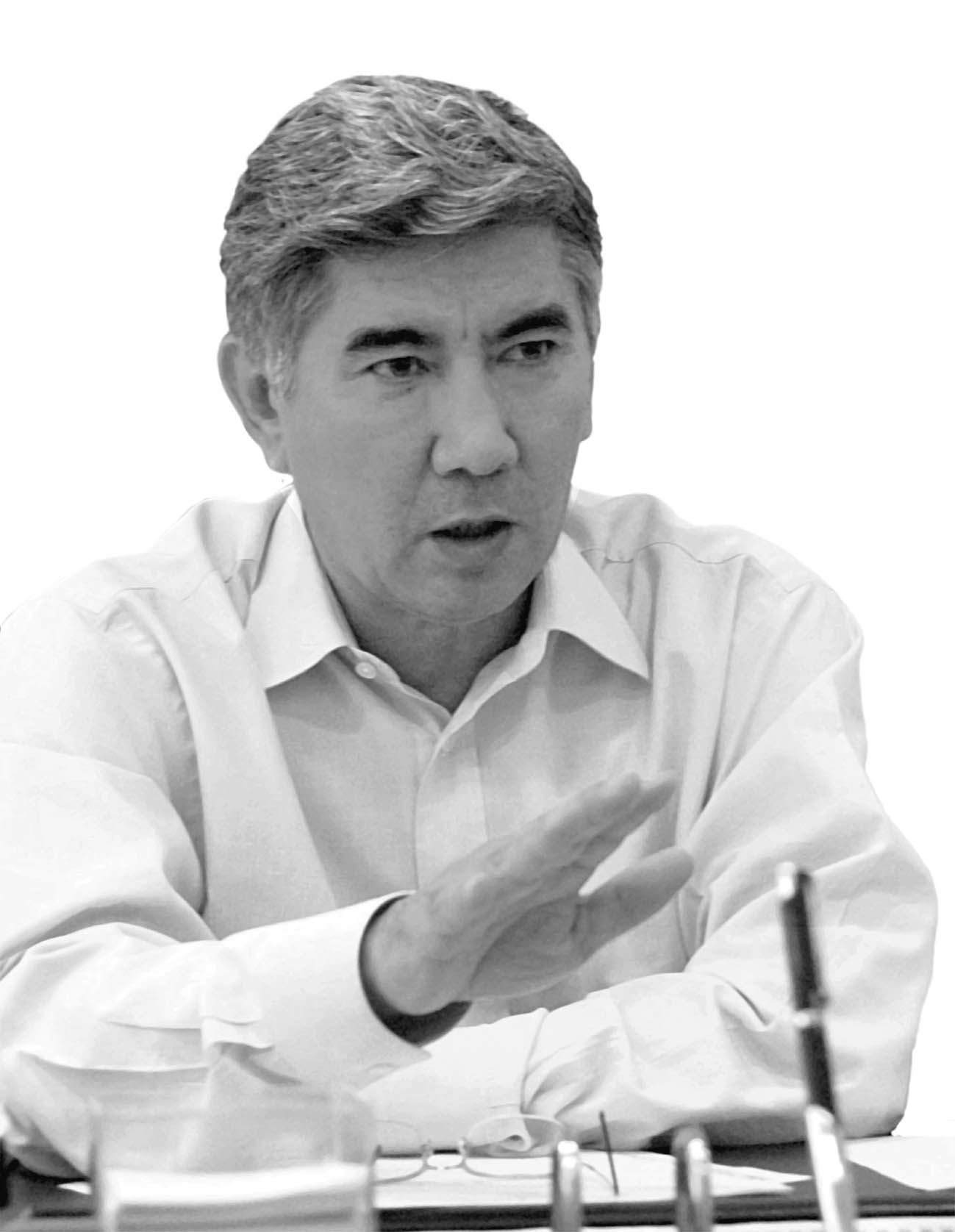
Scharmachan Tujaqbai

Scharmachan Aitbajuly Tujaqbai (kasachisch Жармахан Айтбайұлы Туяқбай Jarmahan Aitbaiūly Tūiaqbai, russisch Жармахан Айтбайулы Туякбай; * 22. November 1947 in Nowostroika, Kasachische SSR) ist ein kasachischer Jurist und Politiker (NSDP, zuvor Nur Otan).

## Leben
Scharmachan Tujaqbai wurde 1947 im Dorf Nowostroika im heutigen Südkasachstan geboren. Er schloss 1971 die Staatliche Kasachische Kirow-Universität in Alma-Ata mit einem Abschluss in Rechtswissenschaft ab.
Nach seinem Abschluss arbeitete er bei der Staatsanwaltschaft der Oblast Tschimkent und war ab 1975 Leiter der Untersuchungsabteilung der Staatsanwaltschaft der Oblast. Zwischen 1978 und 1980 war er in verschiedenen Gremien der Kommunistischen Partei Kasachstans aktiv. Anschließend wurde er Assistent des Ersten Sekretärs und Leiter der Abteilung für Verwaltungsorgane des Regionalkomitees der Kommunistischen Partei in Tschimkent. 1982 wurde er zum stellvertretenden Generalstaatsanwalt der Kasachischen SSR ernannt. Nach den Scheltoksan-Unruhen und den folgenden Rücktritten und Entlassungen unter Politikern der Kasachischen SSR wurde auch Tujaqbai vom Posten des stellvertretenden Generalstaatsanwaltes entlassen. Er wurde in den folgenden Jahren bis 1990 Staatsanwalt der Oblast Mangystau und der Oblast Gurjew.
Nachdem Kasachstans 1990 seine Souveränität innerhalb der Sowjetunion erklärt hatte, wurde Tujaqbai zum Generalstaatsanwalt Kasachstans ernannt. Diese Position hatte er bis 1995 inne, bevor er zum Vorsitzenden des Staatlichen investigative Komitees gemacht wurde. Zwischen 1997 und 1999 war er Generalmilitärstaatsanwalt. Bei der Parlamentswahl 1999 kandidierte er für die Partei Nur Otan für einen Sitz in der Mäschilis. Am 1. Dezember wurde er dann von den Abgeordneten zum Vorsitzenden des Parlaments gewählt. Wenige Monate vor der nächsten Wahl im September 2004 wurde er stellvertretender Vorsitzender von Nur Otan.
Im Oktober 2004 schloss sich Tujaqbai der kasachischen Opposition an. Er verurteilte in einer Erklärung am 14. Oktober Verstöße während der Wahl und verzichtete auf sein Mandat als Abgeordneter. Er wurde Vorsitzender eines Zusammenschlusses mehrere kasachischer Oppositionsparteien und wurde, nachdem im März 2005 das Bündnis „Für ein gerechtes Kasachstan“ gegründet wurde, dessen Vorsitzender. Im September wurde Scharmachan Tujaqbai als Präsidentschaftskandidat aller demokratischen Kräfte als aussichtsreichster Gegenkandidat von Nursultan Nasarbajew für die Präsidentschaftswahl 2005 aufgestellt. Dabei erreichte er rund sieben Prozent aller Stimmen und landete hinter Nasarbajew, der mehr als 90 Prozent erreichte, auf dem zweiten Platz. Von September 2006 bis April 2019 war er Parteivorsitzender der Nationalen Sozialdemokratischen Partei.

## Familie
Scharmachan Tujaqbai ist verheiratet und hat drei Kinder.